# Enceinte carolingienne
Pour un article plus général, voir Enceintes de Paris.

Les limites de Paris du IVe siècle à 2015.
Enceinte gallo-romaine
Première enceinte médiévale
Enceinte de Philippe Auguste
Enceinte de Charles V
Enceinte de Louis XIII
Mur des Fermiers généraux
Enceinte de Thiers
Aujourd'hui

La première enceinte médiévale ou enceinte du Xe siècle construite à la fin du Xe siècle et au début du XIe siècle, est l'une des sept enceintes ayant successivement entouré Paris. Contrairement aux enceintes postérieures, elle se limite à la rive droite. Son tracé actuellement en grande partie établi reste incertain sur certains tronçons. Après sa destruction, dont la date est inconnue, le souvenir de cette enceinte s'est perdu durant plusieurs centaines d'années.

## Historique
Après le traité de Saint-Clair-sur-Epte qui met fin aux invasions normandes, l'urbanisation se concentre sur des monceaux de la rive droite de la Seine à l'abri des crues de la Seine autour des églises Saint-Germain-l'Auxerrois, Saint-Merri et Saint-Gervais au détriment de la rive gauche. Chacun de ces petits bourgs aurait été protégé par une enceinte particulière.
Afin de protéger ces agglomérations et l'urbanisation qui se développe sur la rive droite, une seconde enceinte est construite uniquement sur la rive droite, peut-être à la fin du Xe siècle, les travaux ayant été engagés par Eudes ou Robert Ier,.
Cette enceinte a donc entouré Paris, au moins à partir du règne de Hugues Capet (987-996), de celui de Robert le Pieux (996-1031) ou de celui de Louis VI le Gros (1108-1137) au plus tard. Suivant sa date de construction, s'il semble acquis que cette muraille n'existait pas lors du siège de 885 à 887 par les Normands, il est à supposer que cette enceinte a pu permettre de repousser le siège de Paris de 978 entrepris par Otton II du Saint-Empire. En effet, les historiens indiquent que l'empereur Otton vint frapper de sa lance une des porte de Paris, qu'il incendia le faubourg méridional et menaça de brûler Paris,.
Cette enceinte, qui existait encore durant le règne de Louis VII le Jeune (1137-1180), est mentionnée dans divers actes du XIIIe siècle sous les noms de Murs du Roi ou Vieux Murs de Paris. Il ne reste aucune trace, aucun vestige, visibles, de ce rempart.
La rive gauche de Paris n'était pas entourée de murailles. Elle n'avait pour défense que les murs des abbayes.

## Tracé

Traces de l'enceinte primitive dans le réseau viaire actuel.

L'enceinte carolingienne disparut dans l'urbanisation. Il en restait des vestiges en 1380 mais elle tombe ensuite dans l'oubli. À partir du XVIIIe siècle, des historiens supposent son existence, antérieure à celle de Philippe-Auguste, en raison de plusieurs toponymes tels que porte Baudoyer, archet Saint-Merri, etc.
Différents tracés sont imaginés. L'ensemble des historiens s'accordent sur un tracé qui englobe à l'est l'église Saint-Gervais, au nord les églises Saint-Merri et Sainte-Opportune en suivant l'axe de la rue de la Ferronnerie, la rue des Fossés-Saint-Germain-l'Auxerrois et incluant dans l'enceinte l'église Saint-Germain-l'Auxerrois.
La découverte d'un fossé derrière l'immeuble du 144 rue de Rivoli confirme le tracé du fossé pour la partie orientale englobant l'église Saint-Germain-l'Auxerrois qui avait été mise en doute,.

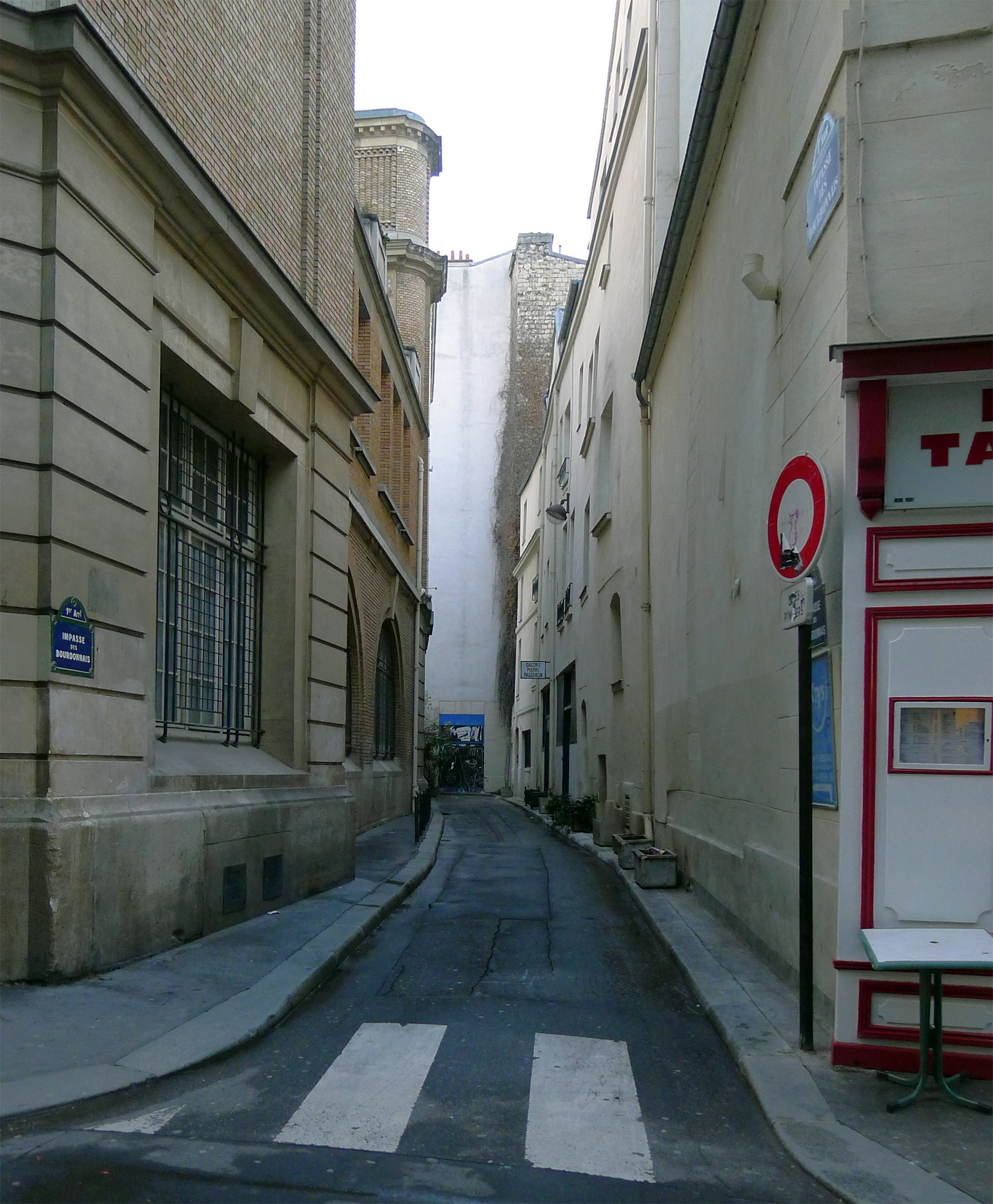
Impasse des Bourdonnais sur le tracé de l’enceinte.

1. Selon Jean de La Tynna, au début du XIXe siècle : le mur de clôture construit autour du faubourg qui s'était formé au Nord de la Cité commençait sur le bord de la Seine, en face de la rue Pierre-à-Poisson et se dirigeait le long de la rue Saint-Denis jusqu'à la rue des Lombards ou l'on trouvait une porte. Elle passait ensuite entre la rue des Lombards et la rue Troussevache jusqu'à la rue Saint-Martin ou il y avait une porte appelée Archet-Saint-Merri. Ce mur traversait ensuite le cloître Saint-Merri, coupait les rues du Renard, Barre-du-Bec et aboutissait rue des Billettes, où il y avait vraisemblablement une porte. Il longeait ensuite la rue des Deux-Portes, traversait la rue de la Tixéranderie et le cloitre Saint-Jean, près duquel il y avait une porte, et finissait en ligne droite sur le bord de la Seine entre Saint-Jean-en-Grève et Saint-Gervais[12],[7].
2. Selon l'INRAP, au début du XXIe siècle : partant de l'actuelle place du Louvre, il devait suivre la direction de l'ancienne rue des Fossés-Saint-Germain-l'Auxerrois (l'actuelle rue Perrault n'en est qu'une portion) en passant par le croisement des rues de l'Arbre-Sec et de Rivoli, l'impasse des Bourdonnais, ancienne Fosse aux Chiens sur le fossé de l'ancienne fortification, puis l'axe de la rue de la Ferronnerie. Il couperait ensuite la rue du Temple au niveau de son no 15, la rue du Bourg-Tibourg au no 15 avant de rejoindre la Seine au niveau de l'actuel pont Louis-Philippe. Les limites des parcelles cadastrales, visibles par l'orientation des souches de cheminées qui ne sont pas perpendiculaires aux rues, permettent de reconstituer en grande partie le tracé[13].

Ces recherches ont permis de définir avec une certaine précision ce tracé qui comprend, à l'ouest de la rue Saint-Martin, une majorité (55,4% ) de limites viaires actuelles (rue Perrault, rue de la Ferronnerie, rue de la Reynie) ou de rues existant avant les travaux haussmanniens des années 1850, dans sa partie orientale une majorité (68,8 %) de limites parcellaires cadastrales et de traversées du bâti (25,3 %).
Quatre portes de cette enceinte ont laissé des traces dans la toponymie parisienne, ce sont :
- la porte Baudoyer, à l'est, dans le quartier de la Grève, près de l'actuelle place Baudoyer (juste devant la mairie du 4e arrondissement),
- l'archet Saint-Merri, au nord, dans le quartier de la Verrerie, au croisement de la rue Saint-Martin avec la rue du Cloître-Saint-Merri (au sud du Centre Pompidou) dont l'ancien nom était rue de la Porte-Saint-Merri). Renaud Gagneux et Denis Prouvost et le CNRS estiment que cette porte était située plus au nord, au revers des numéros pairs de l'actuelle place Edmond-Michelet, croisant la rue Saint-Martin à ses nos 89-91 et nos 88-90 pour laisser à l'église un espace de protection d'une cinquantaine de mètres[13].
- Une troisième porte se trouvait aussi au nord, dans le quartier Saint-Jacques-de-la-Boucherie, au croisement avec la rue Saint-Denis[15].
- la porte Saint-Germain-l'Auxerrois s'ouvrait vers l'ouest dans le prolongement de la rue des Prêtres-Saint-Germain-l'Auxerrois, sur l'axe d'un ancien decumanus, voie héritée de l'Antiquité romaine qui longeait la Seine depuis l'ouest et se prolongeait vers l'est en direction de Sens et Meaux.

## Fouilles
En 1995, des fouilles ont décelé des vestiges de l'enceinte, datés des Xe-XIe siècles, au 15 rue du Temple,.
En 2009, des fouilles menées par l'Inrap à l'angle du no 144 rue de Rivoli et de la rue de l'Arbre-Sec révèlent des vestiges de cette première enceinte médiévale,. Ces vestiges ne consistent qu'en la découverte du fossé. Le talus et la palissade de bois ayant été arasés lors de la destruction de l'enceinte, il n'en reste aucune trace.
À la suite des fouilles effectuées, les chercheurs supposent que cette enceinte était vraisemblablement flanquée d'un talus d'environ 2 mètres de haut avec un sommet plan de 3 mètres de large surmonté d'une palissade en bois et d'un fossé en forme de « V » qui avait environ 12 mètres de large et 3,5 mètres de profondeur.

## Documents
Plusieurs documents font état de l'existence de cette enceinte en citant des bâtiments et leurs emplacements :
1. Une charte de Lothaire, donnée vers 980, où il est question de la chapelle Saint-Georges, qui était située près de la rue Saint-Magloire, qui est dite « In suburbio Parisiaco, haud procul a moenibus » c'est-à-dire « dans la banlieue de Paris, non loin des murs ».
2. Dans un compte des revenus de l'abbaye Saint-Denis, rendu vers 1145, l'abbé Suger, ministre de Louis le Gros, parle d'une maison qu'il avait acquise, et qui était située « super…, porta Parisiensi, versus sanctum Medericum » c'est-à-dire « près de la porte de Paris appelée Saint-Mederic » autrement dit l'archet Saint-Merri.
3. Dans un acte de 1253, il est dit que les Templiers possédaient une rente de cinquante sous sur deux masures à la porte Baudoyer, joignant les murs du Roi.
4. Dans des lettres patentes de Philippe le Hardi, datées de 1280, et relatives à l'étendue du fief de Saint-Éloy, vers la rue Saint-Antoine, on lit que ce fief s'étendait « juxta venditores piscium, prope portam Bauderii, a domo Johannis des Carniaux, que est de dicto territorio sancii Eligii, per quem muri veteres Parisienses ire solebant » c'est-à-dire « Au poissonniers de la porte Baudoier, à la meson Jehan des Creniaus, laquelle meson est de saint Éloy, par laquelle les viez murs de Paris alerent ».